# Каршияка (футбольний клуб)
«Каршияка» СК (тур. Karşıyaka Spor Kulübü) — турецький футбольний клуб з міста Ізмір. 
Виступає в другому дивізіоні — Турецькій Першій лізі. Матчі проводить на стадіоні «Алсанджак».
Клуб має ще 8 окремих спортивних секцій: баскетбол, волейбол, гандбол, теніс, плавання, вітрильний спорт, більярд і боулінг.

## Історія
Клуб засновано 1 листопада 1912 року. У 1937 році він об'єднався з клубом «Борноваспор» і отримав назву «Яманларспор». Однак 1944 року повернулися до старої назви.
Клубними кольорами обрано червоний і зелений. 
У вищому дивізіоні команда провела 16 сезонів (1959—1964, 1966—1967, 1970—1972, 1987—1991, 1992—1994, 1995—1996). 

## Досягнення
- Чемпіонат Туреччини: 5-е місце (1961/62)

## Відомі гравці
- Мурат Оджак
- Драган Канатларовський
- Кирило Ковальчук